# Joacim Nymann
Joacim Nymann (25 de octubre de 1994) es un deportista sueco que compite en ciclismo en la modalidad de trials, ganador de una medalla de bronce en el Campeonato Europeo de Ciclismo de Montaña de 2016.

## Palmarés internacional
| Campeonato Europeo | Campeonato Europeo         | Campeonato Europeo | Campeonato Europeo |
| Año                | Lugar                      | Medalla            | Competición        |
| ------------------ | -------------------------- | ------------------ | ------------------ |
| 2016               | Le Puy-en-Velay ( Francia) | Medalla de bronce  | Trials 20″         |